# Teikō Shiotani
Teikō Shiotani (塩谷 定好, Shiotani Teikō) (22 octobre 1899 - 28 octobre 1988) est un photographe japonais originaire de la préfecture de Tottori.

## Biographie
Shiotani naît à Akasaki (depuis 2004 Kotoura) dans la préfecture de Tottori. Il photographie depuis qu'il est jeune et en 1919 créé le Vest Club (i.e. Vest Pocket Kodak club (ベストクラブ, Besuto Kurabu)), à Akasaki, renommé Kenkyūkai (研究会) en 1938.
Une des photos les plus connues Shiotani est Tenki yohō no aru fūkei (天気予報のある風景), « Paysage avec bulletin météo »), sur laquelle la convexité de la ligne d'horizon est soulignée en maintenant le papier photographique courbé pendant l'exposition sous l'agrandisseur.
Shiotani meurt le 28 octobre 1988.
L’œuvre de Shiotani est conservée dans la collection permanente du musée métropolitain de photographie de Tokyo et constitue une partie importante de celle du musée d'art municipal de Yonago.

## Expositions

### Expositions personnelles
- 1971 : 赤碕農業管理センター (Akasaki Nōgyō Kanri Sentā?), Akasaki[3].
- 1975 : Art Gallery U (appartenant à Shōji Ueda), Yonago (préfecture de Tottori)[3].
- 1976 : Pentax Gallery, Tokyo[3].

### Expositions conjointes
- 1979 : Fotografia Giapponese dal 1848 ad Oggi, Bologne[4].
- 1982 : Photography 1922-82, Photokina, Cologne[4].
- 1983 : expositions de travaux de Shiotani et Shōji Ueda, musée préfectoral de Tottori,  Tottori[3].